# Playoffs NBA 1980
Los Playoffs de la NBA de 1980 fueron el torneo final de la temporada 1979-80 de la NBA. Concluyó con la victoria de Los Angeles Lakers, campeón de la Conferencia Oeste, sobre Philadelphia 76ers, campeón de la Conferencia Este, por 4-2. 
Este fue el segundo campeonato de los Lakers desde que se trasladasen desde Minneapolis, Minnesota a Los Ángeles, California. Magic Johnson, fue el primer rookie en la historia de la NBA que consiguió en su primer año el título de MVP de las Finales liderando a su equipo hacia la victoria en el sexto partido con 42 puntos, 15 rebotes y 7 asistencias. Con el pívot Kareem Abdul-Jabbar siendo baja debido a una lesión en el tobillo, Johnson comenzó jugando como pívot y finalmente jugó en las cinco posiciones durante el partido.
Philadelphia consiguió su tercer título de la Conferencia Este pero no tuvieron éxito a la hora de capturar su segundo título de la NBA.

## Tabla
|  | Primera ronda     | Primera ronda | Primera ronda |   |  | Semifinales de Conferencia | Semifinales de Conferencia | Semifinales de Conferencia |  |  | Finales de Conferencia | Finales de Conferencia | Finales de Conferencia |  |  | Finales NBA | Finales NBA  | Finales NBA |
|  |                   |               |               |   |  |                            |                            |                            |  |  |                        |                        |                        |  |  |             |              |             |
|  | E4                | Houston       | 2             |   |  | E1                         | Boston*                    | 4                          |  |  |                        |                        |                        |  |  |             |              |             |
|  | E4                | Houston       | 2             |   |  | E1                         | Boston*                    | 4                          |  |  |                        |                        |                        |  |  |             |              |             |
|  | E5                | San Antonio   | 1             |   |  | E4                         | Houston                    | 0                          |  |  |                        |                        |                        |  |  |             |              |             |
|  | E5                | San Antonio   | 1             |   |  | E4                         | Houston                    | 0                          |  |  |                        |                        |                        |  |  |             |              |             |
|  |                   |               |               |   |  |                            |                            |                            |  |  | E1                     | Boston*                | 1                      |  |  |             |              |             |
|  | Conferencia Este  |               |               |   |  |                            |                            |                            |  |  | E1                     | Boston*                | 1                      |  |  |             |              |             |
|  |                   | E3            | Philadelphia  | 4 |  |                            |                            |                            |  |  |                        |                        |                        |  |  |             |              |             |
|  |                   |               |               |   |  |                            |                            |                            |  |  |                        |                        |                        |  |  |             |              |             |
|  | E3                | Philadelphia  | 2             |   |  | E3                         | Philadelphia               | 4                          |  |  |                        |                        |                        |  |  |             |              |             |
|  | E3                | Philadelphia  | 2             |   |  | E3                         | Philadelphia               | 4                          |  |  |                        |                        |                        |  |  |             |              |             |
|  | E6                | Washington    | 0             |   |  | E2                         | Atlanta*                   | 1                          |  |  |                        |                        |                        |  |  |             |              |             |
|  | E6                | Washington    | 0             |   |  | E2                         | Atlanta*                   | 1                          |  |  |                        |                        |                        |  |  |             |              |             |
|  |                   |               |               |   |  |                            |                            |                            |  |  |                        |                        |                        |  |  | E3          | Philadelphia | 2           |
|  |                   |               |               |   |  |                            |                            |                            |  |  |                        |                        |                        |  |  | E3          | Philadelphia | 2           |
|  |                   | W1            | Los Angeles*  | 4 |  |                            |                            |                            |  |  |                        |                        |                        |  |  |             |              |             |
|  |                   |               |               |   |  |                            |                            |                            |  |  |                        |                        |                        |  |  |             |              |             |
|  | W4                | Phoenix       | 2             |   |  | W1                         | Los Angeles*               | 4                          |  |  |                        |                        |                        |  |  |             |              |             |
|  | W4                | Phoenix       | 2             |   |  | W1                         | Los Angeles*               | 4                          |  |  |                        |                        |                        |  |  |             |              |             |
|  | W5                | Kansas City   | 1             |   |  | W4                         | Phoenix                    | 1                          |  |  |                        |                        |                        |  |  |             |              |             |
|  | W5                | Kansas City   | 1             |   |  | W4                         | Phoenix                    | 1                          |  |  |                        |                        |                        |  |  |             |              |             |
|  |                   |               |               |   |  |                            |                            |                            |  |  | W1                     | Los Angeles*           | 4                      |  |  |             |              |             |
|  | Conferencia Oeste |               |               |   |  |                            |                            |                            |  |  | W1                     | Los Angeles*           | 4                      |  |  |             |              |             |
|  |                   | W3            | Seattle       | 1 |  |                            |                            |                            |  |  |                        |                        |                        |  |  |             |              |             |
|  |                   |               |               |   |  |                            |                            |                            |  |  |                        |                        |                        |  |  |             |              |             |
|  | W3                | Seattle       | 2             |   |  | W3                         | Seattle                    | 4                          |  |  |                        |                        |                        |  |  |             |              |             |
|  | W3                | Seattle       | 2             |   |  | W3                         | Seattle                    | 4                          |  |  |                        |                        |                        |  |  |             |              |             |
|  | W6                | Portland      | 1             |   |  | W2                         | Milwaukee*                 | 3                          |  |  |                        |                        |                        |  |  |             |              |             |
|  | W6                | Portland      | 1             |   |  | W2                         | Milwaukee*                 | 3                          |  |  |                        |                        |                        |  |  |             |              |             |

*Campeón de División

Negrita Ganador de la serie

Cursiva Equipo con ventaja de campo

## Conferencia Este
Campeón: Philadelphia 76ers

### Primera Ronda
(1) Boston Celtics y (2) Atlanta Hawks.
(3) Philadelphia 76ers vs. (6) Washington Bullets:
76ers ganó la serie 2-0
- Partido 1 - Philadelphia: Philadelphia 111, Washington 96
- Partido 2 - Washington: Philadelphia 112, Washington 104

(4) Houston Rockets vs. (5) San Antonio Spurs:
Rockets ganó la serie 2-1
- Partido 1 - Houston: Houston 95, San Antonio 85
- Partido 2 - San Antonio: San Antonio 106, Houston 101
- Partido 3 - Houston: Houston 141, San Antonio 120

### Semifinales de Conferencia
(1) Boston Celtics vs. (4) Houston Rockets:
Celtics ganó la serie 4-0
- Partido 1 - Boston: Boston 119, Houston 101
- Partido 2 - Boston: Boston 95, Houston 75
- Partido 3 - Houston: Boston 100, Houston 81
- Partido 4 - Houston: Boston 138, Houston 121

(2) Atlanta Hawks vs. (3) Philadelphia 76ers:
76ers ganó la serie 4-1
- Partido 1 - Philadelphia: Philadelphia 107, Atlanta 104
- Partido 2 - Philadelphia: Philadelphia 99, Atlanta 92
- Partido 3 - Atlanta: Atlanta 105, Philadelphia 93
- Partido 4 - Atlanta: Philadelphia 107, Atlanta 83
- Partido 5 - Philadelphia: Philadelphia 105, Atlanta 100

Los Sixers acabaron con los Hawks, en una ronda en el que el equipo de casa siempre perdería.

### Finales de Conferencia
(1) Boston Celtics vs. (3) Philadelphia 76ers:
76ers ganó la serie 4-1
- Partido 1 - Boston: Philadelphia 96, Boston 93
- Partido 2 - Boston: Boston 96, Philadelphia 90
- Partido 3 - Philadelphia: Philadelphia 99, Boston 97
- Partido 4 - Philadelphia: Philadelphia 102, Boston 90
- Partido 5 - Boston: Philadelphia 105, Boston 94

Los inexpertos Celtics perdieron en una dura serie en la que forzaron a los Sixers a jugar cinco partidos, tendrían que experar otro año para vengarse de los Sixers.

## Conferencia Oeste
Campeón: Los Angeles Lakers

### Primera Ronda
(1) Los Angeles Lakers y (2) Milwaukee Bucks have Primera Ronda byes.
(3) Seattle SuperSonics vs. (6) Portland Trail Blazers:
Sonics ganó la serie 2-1
- Partido 1 - Seattle: Seattle 120, Portland 110
- Partido 2 - Portland: Portland 105, Seattle 95
- Partido 3 - Seattle: Seattle 103, Portland 86

(4) Phoenix Suns vs. (5) Kansas City Kings:
Suns ganó la serie 2-1
- Partido 1 - Phoenix: Phoenix 96, Kansas City 93
- Partido 2 - Kansas Citie: Kansas City 106, Phoenix 96
- Partido 3 - Phoenix: Phoenix 114, Kansas City 99

### Semifinales de Conferencia
(1) Los Angeles Lakers vs. (4) Phoenix Suns:
Lakers ganó la serie 4-1
- Partido 1 - Los Ángeles: Los Angeles 119, Phoenix 110
- Partido 2 - Los Ángeles: Los Angeles 131, Phoenix 128
- Partido 3 - Phoenix: Los Angeles 108, Phoenix 105
- Partido 4 - Phoenix: Phoenix 127, Los Ángeles 101
- Partido 5 - Los Ángeles: Los Angeles 126, Phoenix 101

(2) Milwaukee Bucks vs. (3) Seattle SuperSonics:
Sonics ganó la serie 4-3
- Partido 1 - Seattle: Seattle 114, Milwaukee 113
- Partido 2 - Seattle: Milwaukee 114, Seattle 112
- Partido 3 - Milwaukee: Milwaukee 95, Seattle 91
- Partido 4 - Milwaukee: Seattle 112, Milwaukee 107
- Partido 5 - Seattle: Milwaukee 108, Seattle 97
- Partido 6 - Milwaukee: Seattle 86, Milwaukee 85
- Partido 7 - Seattle: Seattle 98, Milwaukee 94

### Finales de Conferencia
(1) Los Angeles Lakers vs. (3) Seattle SuperSonics:
Lakers ganó la serie 4-1
- Partido 1 - Los Ángeles: Seattle 108, Los Ángeles 107
- Partido 2 - Los Ángeles: Los Angeles 108, Seattle 99
- Partido 3 - Seattle: Los Angeles 104, Seattle 100
- Partido 4 - Seattle: Los Angeles 98, Seattle 93
- Partido 5 - Los Ángeles: Los Angeles 111, Seattle 105

Después de que los Lakers perdieran en el primer partido en un final ajustado no volvieron a perder ningún partido más.

## Finales NBA
(1) Los Angeles Lakers vs. (3) Philadelphia 76ers:
Lakers ganó la serie 4-2
- Partido 1 - Los Ángeles: Los Angeles 109, Philadelphia 102
- Partido 2 - Los Ángeles: Philadelphia 107, Los Ángeles 104
- Partido 3 - Philadelphia: Los Angeles 111, Philadelphia 101
- Partido 4 - Philadelphia: Philadelphia 105, Los Ángeles 102
- Partido 5 - Los Ángeles: Los Angeles 108, Philadelphia 103
- Partido 6 - Philadelphia: Los Angeles 123, Philadelphia 107